# Beyond Citizen Kane
Beyond Citizen Kane (Muito Além do Cidadão Kane, no Brasil) é um documentário televisivo britânico de Simon Hartog exibido em 1993 pelo Channel 4, emissora pública do Reino Unido, onde também foi exibido outro documentário contra-hegemônico chamado de The Great Global Warming Swindle (A Grande Farsa do Aquecimento Global). O documentário mostra as relações entre a mídia e o poder do Brasil, focando na análise da figura de Roberto Marinho. Embora o documentário tenha sido censurado pela Justiça, a RecordTV comprou os direitos de transmissão exclusiva por 20 mil dólares do produtor John Ellis, mas nunca o exibiu até hoje.
A obra detalha a posição dominante da Rede Globo na sociedade brasileira, debatendo a influência do grupo, seu poder e suas relações políticas, que os autores do documentário veem como manipuladoras e formadora de opinião. O fundador e ex-presidente da Globo Roberto Marinho foi o principal alvo das críticas do documentário, sendo comparado a Charles Foster Kane, personagem criado em 1941 por Orson Welles para o filme Cidadão Kane, um drama de ficção baseado na trajetória de William Randolph Hearst, magnata da comunicação nos Estados Unidos. Segundo o documentário, a Globo empregaria a mesma manipulação grosseira de notícias para influenciar a opinião pública como fazia Kane no filme.
De acordo com matéria veiculada na Folha Online em 28 de agosto de 2009, a produtora que montou a filmagem é independente e a televisão pública britânica só exibiu o documentário, não tendo qualquer relação com seu desenvolvimento. Já a RecordTV sustenta que a BBC, outra emissora pública do Reino Unido, é quem teria produzido o documentário.

## Sinopse

Captura de tela da penúltima cena do documentário, com baratas sobre o símbolo da Rede Globo.

O título teve origem no personagem Charles Foster Kane, criado em 1941 por Orson Welles para o filme Citizen Kane, que, por sua vez, tratava-se de um drama de ficção baseado na trajetória de William Randolph Hearst, magnata da comunicação nos Estados Unidos. Segundo o documentário, a Globo empregaria a mesma técnica de manipulação de 
O documentário é dividido em 4 partes:
- na primeira parte é mostrada a relação entre a Rede Globo de Televisão e o período militar, em que se veem fatos sociais que ocor: ram no país em decorrência do governo;
- na segunda parte apresenta-se o acordo firmado entre a Globo e o grupo Time-Life;[1]
- na terceira parte evidencia-se o poder do proprietário da emissora, Roberto Marinho. É mostrado também o suposto apoio da mesma à saída dos militares do poder, na figura do candidato à presidência da República Tancredo Neves;[4]
- na quarta parte, tida como a mais importante e reveladora do filme, mostram-se às claras "os envolvimentos ilegais e mecanismos manipulativos utilizados pelas Organizações Globo em suas obscuras parcerias para com o poder em Brasília". Contudo, o documentário não apresenta fontes primárias, apenas entrevistas.[3]

O documentário também acompanha uma controversa negociação envolvendo ações da NEC Corporation e contratos governamentais à época em que José Sarney era presidente da República.

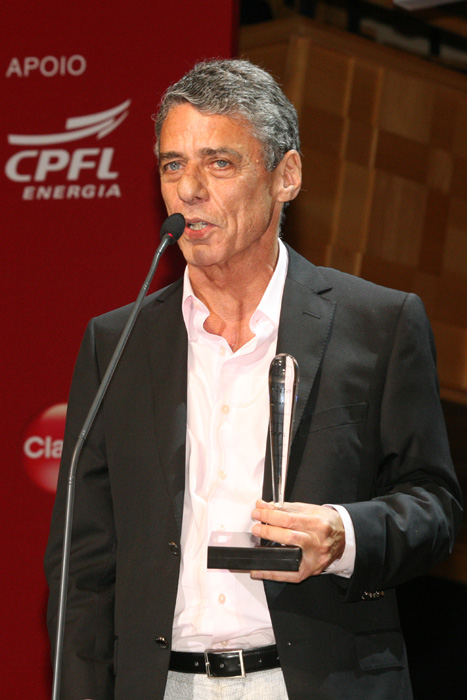
Chico Buarque participou do documentário.

Hartog e equipe falaram com mais de 40 pessoas. O documentário apresenta depoimentos de destacadas personalidades brasileiras, como o cantor e compositor Chico Buarque de Hollanda, que na época tinha um programa na emissora; os políticos Leonel Brizola e Antônio Carlos Magalhães; o ex-Ministro da Justiça Armando Falcão, que diz "revolucionário antes da Revolução de 64. O Doutor Roberto nunca me criou nenhum tipo de dificuldade"; o publicitário Washington Olivetto; o escritor Dias Gomes; os jornalistas Walter Clark, Armando Nogueira e Gabriel Priolli e o atual presidente do Brasil Luís Inácio Lula da Silva. O documentário também acompanhou a "família Silva", moradora da periferia da cidade de Salvador, na Bahia. Pai, mãe e filhos num barraco sem iluminação, onde o maior foco de luz vem de uma tela de tevê na mesa transmitindo o Fantástico.
O próprio General Médici chegou a afirmar, sobre o Jornal Nacional, em entrevista: "Sinto-me feliz todas as noites quando ligo a televisão para assistir ao jornal. Enquanto as notícias dão conta de greves, agitações, atentados e conflitos em várias partes do mundo, o Brasil marcha em paz, rumo ao desenvolvimento. É como se eu tomasse um tranquilizante após um dia de trabalho".
O até então diretor do Grupo Abril, Roberto Civita, explicou como sua empresa não conseguiu as concessões que queria na década de 80 após a falência da TV Tupi. Walter Clark, que comandava a Rede Globo antes de Boni, conta que Roberto Marinho o dispensou pois "já tinha montado o trem elétrico e agora podia brincar à vontade. É uma pessoa bem parecida com o Cidadão Kane, mas acho que ele não tem o Rosebud", afirma Walter. "O Doutor Roberto é meu amigo há mais de 30 anos. O pessoal tem muita inveja", diz Antônio Carlos Magalhães, até então ministro do governo José Sarney. O então governador do Rio de Janeiro, Leonel Brizola faz uma comparação de Roberto Marinho a Josef Stalin, dizendo que ambos enviavam seus inimigos para "a Sibéria do esquecimento".
É mostrada a minissérie Anos Rebeldes, que contava sobre a inquietação dos jovens do Brasil no fim da década de 60. O SBT e Silvio Santos também são citados de forma crítica, com imagens das vinhetas da emissora e de Silvio apresentando o programa Porta da Esperança e o quadro "Pião da Casa Própria". O SBT é apresentado, ao lado da Rede Manchete, como concorrente pelo segundo lugar e que "A supremacia de audiência da TV Globo é, às vezes, ameaçada aos domingos pelo programa de 12 horas de Sílvio Santos, em sua própria rede, a SBT". Em seguida, o documentário mostra uma ocasião do programa Porta da Esperança, onde uma filha pede ajuda, pela segunda vez, para reencontrar sua mãe  e quem aparece é sua irmã, já que a mãe estava doente.

## Distribuição e visualização na internet
O documentário foi dublado de forma amadora. Custou cerca de US$ 260 mil à extinta empresa Large Door, na qual Hartog e Ellis eram sócios. Beyond Citizen Kane nunca foi transmitido pela TV brasileira. "Ele foi feito para uma audiência no Reino Unido que não tinha o conhecimento de nada sobre a história do Brasil", diz Ellis em uma entrevista.
A Rede Globo tentou comprar os direitos de exibição do programa no Brasil, provavelmente para tentar impedir sua exibição. Entretanto, antes de morrer, Hartog tinha feito um acordo com organizações brasileiras para que os direitos de exibição do documentário não caíssem nas mãos da Globo, a fim de que este pudesse ser amplamente conhecido tanto por organizações políticas quanto culturais.
De acordo com Ellis, nos anos 1990 a direção da RecordTV havia tentado comprar os direitos de exibição do documentário, mas "percebeu que haveria uma disputa judicial com a TV Globo a respeito das muitas imagens retiradas da programação deles. Então decidiu não comprá-lo". No entanto, em agosto de 2009, no auge de uma troca de acusações mútuas entre as emissoras, provocadas por acusações de lavagem de dinheiro da Igreja Universal do Reino de Deus, a Record comprou os direitos de transmissão do documentário por aproximadamente 20 mil dólares, e espera a autorização da justiça para transmiti-lo. No livro Nada a Perder 2, Edir Macedo diz: "É um documentário tão revelador que todos os brasileiros têm a obrigação de ver pelo menos uma vez na vida."
Apesar da decisão judicial, muitas cópias ilegais em VHS e DVD do filme vêm circulando no país desde então. O documentário está disponível na íntegra na internet, por meio de redes peer-to-peer e de sites de vídeos como o YouTube.
Em 9 de junho de 1993, o Partido dos Trabalhadores (PT) exibiu no espaço cultural da Câmara dos Deputados para uma público de políticos e jornalistas. A sessão foi divulgada pelo PT e o até então deputado Luiz Gushiken, que adquiriu uma cópia da fita na Inglaterra e enviou um exemplar para a Comissão de Ciência e Tecnologia da Câmara.
"Em conversas pessoais durante os intervalos das gravações, ele sempre demonstrou muita surpresa por nós brasileiros não termos jamais produzido um documentário sobre o poder da Globo. E eu pensava com os meus botões: 'quanta ingenuidade!'", diz o produtor Simon Hartog.

## Controvérsias

### Controvérsia sobre direitos britânicos
O documentário foi transmitido pela primeira vez em 10 de março de 1993 no Channel 4 do Reino Unido. A transmissão foi adiada em cerca de um ano, pois a Rede Globo contestou os produtores de Beyond Citizen Kane, baseando-se em leis britânicas, devido ao uso sem permissão de pequenos fragmentos de programas da emissora para fins de "observação crítica e de revisão". Além da Inglaterra, os advogados tentaram impedir a exibição em qualquer país do mundo.
Durante este período, o diretor Simon Hartog morreu após uma longa enfermidade. O processo de edição do documentário foi assumido por seu coprodutor, John Ellis. Quando pôde ser finalmente transmitido, cópias do documentário foram disponibilizadas pelo Channel 4 ao custo de produção.

### Banimento no Brasil
Em 10 de março de 1993, em Londres, foi divulgado pela primeira vez o documentário. Alguns dias depois, o Museu da Imagem e do Som de São Paulo, com uma cópia pirata obtida diretamente do Reino Unido por uma telespectadora anônima, fazia uma apresentação simultânea do documentário, e foram programadadas novas apresentações para os dias 3 e 4 de junho do mesmo ano. Porém, na noite do dia 2, uma ligação telefônica do então Secretário de Cultura do Estado de São Paulo, Ricardo Ohtake, dirigido ao programador do MIS, o jornalista Geraldo Anhaia Mello, cancelava as apresentações já marcadas. O documentário jamais esteve no circuito de cinemas brasileiros e a exibição que ocorreria no Museu de Arte Moderna do Rio de Janeiro foi proibida pelo então presidente da República, Itamar Franco.
Era formada uma espécie de cadeia de várias cópias pirateadas em todo o país e era distribuídas por todo o Brasil, e alguns dos principais sindicatos começaram a planejar a exibição do documentário. As versões sobre a proibição variam: Segundo Ohtake garante que não havia por que proibir, a não ser pelo fato de se tratar de uma cópia ilegal. Anhaia Mello, porém, acusa diretamente a intervenção de Roberto Marinho, a subserviência do governador de São Paulo do então e do seu Secretário de Cultura. Após esse ocorrido foi criado uma batalha jurídica de mais de um ano das Organizações Globo contra o Channel 4 tendo a Globo perdido a causa. O filme teve acesso restrito a grupos universitários e só se tornou amplamente visto a partir do ano 2000, graças à popularização da internet.

## Livros
Quando era funcionário do Museu da Imagem e do Som de São Paulo (MIS-SP) à época do lançamento do documentário, Geraldo Anhaia Mello havia promovido exibições públicas deste. Quando soube, o então secretário de cultura da cidade, Ricardo Ohtake, proibiu as exibições, com a alegação de que a cópia do acervo era pirata. O pedido de proibição veio de Luiz Antônio Fleury Filho, então governador do São Paulo. Mello se encarregou de fazer cópias do documentário e, juntamente com outras pessoas, de sua dublagem e distribuição. O livro, que veio logo depois, se trata de uma transcrição em português do roteiro e das entrevistas, exceto alguns trechos de entrevistas de rua ou cenas do acervo da Globo. Os trechos não dublados no vídeo estão presentes na transcrição.
Em entrevista à Folha de S.Paulo, publicada no caderno "Mais!" em fevereiro de 2008, o produtor do documentário, o professor britânico John Ellis do departamento de mídia e artes da Universidade de Londres, revelou que tanto a Globo quanto a Record tentaram comprar os direitos do filme nos anos 90 - a primeira para engavetá-lo, a segunda para exibi-lo. Ellis teria dito também que o título nunca foi proibido ou embargado pela Justiça brasileira.